# Klaus Abramowsky
Klaus Abramowsky (* 1933 in Osterode in Ostpreußen; † 1998 in München; eigentlich Klaus Abrahamowsky) war ein deutscher Schauspieler und Synchronsprecher.

## Leben
Abramowsky wurde 1933 im ostpreußischen Osterode geboren. Als Theaterschauspieler fand er ein breites Betätigungsfeld an deutschen Bühnen, am DT Göttingen, an der Neuen Schaubühne München und an den Städtischen Bühnen Essen, wo er 1970 den Beckmann in Wolfgang Borcherts Draußen vor der Tür verkörperte. Eine Aufzeichnung dieser Inszenierung wurde mehrfach im Fernsehen gezeigt.
Einem breiten Publikum wurde Abramowsky durch viele Film- und Fernsehproduktionen bekannt. Er spielte in verschiedenen international bekannten Produktionen über die Zeit des Nationalsozialismus unter namhaften Regisseuren wie Agnieszka Holland (Bittere Ernte) und Bernhard Wicki (Das Spinnennetz). In Hitlerjunge Salomon (ebenfalls unter der Regie von Agnieszka Holland) verkörperte er den Vater von Sally Perel und in Margarethe von Trottas Rosa Luxemburg den sozialdemokratischen Politiker Arthur Stadthagen.
Im Fernsehen konnte man ihn in den Verfilmungen von Christine Brückners Romanen Jauche und Levkojen und Nirgendwo ist Poenichen sehen in mehreren Filmen der Tatort-Reihe sehen. 1982 spielte er die Hauptrolle im Fernsehspiel Aufdermauer, in dem in Anlehnung an das Leben Albert Aufdermauers die Geschichte eines Strafgefangenen erzählt wird, der nach Jahrzehnten im Gefängnis einen Freigang zu 20 Tagen experimenteller Freiheit nutzt – beim Versuch, sich freiwillig zu stellen, jedoch an der Bürokratie scheitert.
Daneben absolvierte Abramowsky zahlreiche Gastauftritte in Fernsehserien wie Derrick, Der Alte, Ein Fall für zwei, Der Kommissar, Auf Achse, Der Bastian, Büro, Büro, Okay S.I.R., Butler Parker und Salto Mortale.
Darüber hinaus arbeitete er als Sprecher für Hörspiele und Synchronfirmen und lieh seine Stimme Hector Elizondo (Die Frauen von St. Quentin), James Faulkner (Ich, Claudius, Kaiser und Gott) sowie dem Amphitryon in Walt Disneys Hercules. Abramowsky starb 1998 und wurde auf dem Münchner Westfriedhof beigesetzt.

## Filmografie
- 1970: Draußen vor der Tür
- 1970: Der Mann, der den Eiffelturm verkaufte
- 1971: Salto Mortale (Fernsehserie, drei Folgen)
- 1973: Der Bastian
- 1973: Okay S.I.R.: Der Trick
- 1975: Bitte keine Polizei: Ein Neger mit Gazelle
- 1975: Der Kommissar (Fernsehserie, zwei Folgen)
- 1977: Polizeiinspektion 1: Die Reportage
- 1978: Geschichte einer Liebe
- 1978: Der Spinnenmörder
- 1978: Kommissariat 9: Der Zapfhahn
- 1978: Tatort: Schwarze Einser (Fernsehreihe)
- 1979: Tatort: Ende der Vorstellung
- 1979: Wie Rauch und Staub
- 1979: Jauche und Levkojen
- 1980: Nirgendwo ist Poenichen
- 1982: Aufdermauer
- 1982: Derrick (Fernsehserie, fünf Folgen)
- 1983: Die Rückkehr der Träume
- 1985: Bittere Ernte
- 1985: Eine Stimme begann zu klagen
- 1985: Der Alte: Hals über Kopf
- 1985: Der Alte: Der Sohn
- 1985: Die Krimistunde (Fernsehserie, Folge 19, Episode: „Dicker als Wasser“)
- 1986: Auf Achse (zwei Folgen)
- 1986: Rosa Luxemburg
- 1986: Elysium
- 1987: Die Krimistunde (Fernsehserie, Folge 23, Episode: „Ein unheimlich feiner Kerl“)
- 1987: Ein Fall für zwei (Fernsehserie, Folge 53, Episode: „… zum Tode verurteilt“)
- 1988: Küldetés Evianba
- 1989: Das Spinnennetz
- 1990: Hitlerjunge Salomon